# Xanthorhoe fasciata
Xanthorhoe fasciata là một loài bướm đêm trong họ Geometridae.